# Clobenpropit
Clobenpropit é um fármaco que atua como antagonista do receptor de histamina H3.